# Wychid
Wychid (ukr. Вихід) – mało wybitny szczyt górski w północnej części Karpat Marmaroskich położony na granicy ukraińskich obwodów iwanofrankiwskiego i zakarpackiego.

## Topografia
Wychid położony jest w grzbiecie, który na Stogu odbijaja ku północy od głównego grzbietu Karpat Marmaroskich i łączący to pasmo z Czarnohorą. Jest to jego pierwsza wyróżniana kulminacja na południe od rozdzielającej oba pasma Przełęczy Szybeńskiej (1342 m n.p.m.). Wychid wznosi się na wysokość 1471 m n.p.m. (1471,4 m) przy wybitności równej 99 m i izolacji 3,3 km (najbliższy wyższy szczyt to Raduł.
Kolejne szczyty w kierunku północnym to nienazwany punkt wysokości 1411 m oraz (już w granicach Czarnohory) Waskul (1730) i Pop Iwan (2028 m), z kolei w kierunku południowym Szczawnik (1426 m), szczyt bez nazwy o wysokości 1378 m i Raduł (1598 m). Zachodnie zbocza odwadniane są przez potoki tworzące następnie Białą Cisę (dorzecze Cisy), zaś cieki spływające ze wschodnich zboczy uchodzą do Czarnego Czeremoszu (dorzecze Prutu) – w obu przypadkach ostatecznym recypientem jest Dunaj.
Grań między Popem Iwanem a Stogiem współcześnie stanowi granicę obwodową, w przeszłości zaś stanowiła granicę krajową (galicyjsko-węgierską) a później państwową (polsko-czechosłowacką – czego pamiątką jest znajdujący się na szczycie słupek graniczny. W dwudziestoleciu międzywojennym dla tej części Masywu Marmaroskiego, która znajdowała się w granicach Polski, utarła się nazwa Gór Czywczyńskich. 
Panorama z Wychidu obejmuje całe pasmo Czarnohory (od Petrosa po Pop Iwana – od północnego zachodu po wschód), dalej Połoniny Hryniawskie (Ludowa, Baba Ludowa, Hala Michajłowa – od wschodu po południowy wschód), Góry Czywczyńskie (Czywczyn, Kopilasz, Stóg – od południowego wschodu po południe) oraz inne partie Karpat Marmaroskich (Korbul, Farcău, Steawuł Wełyky, Neniska Wełyka, Neniska Mała, Petros Marmaroski – od południa po wschód). Całość domyka boczny widok na południkowe ramiona Świdowca.

## Ochrona przyrody i turystyka
Wierzchołek nie jest objęty wielkopowierzchniową formą ochrony przyrody, znajduje się ok. 1,5 km na południowy zachód od granic Karpackiego Parku Narodowego
Przez szczyt przebiega znakowany na czerwono Zakarpacki Szlak Turystyczny biegnący tu z Czarnohory na północy w kierunku Stogu na południu. Od zachodu na Wychid wyprowadza żółty szlak, którym można dotrzeć ze wsi Tyszczora. W końcu lat 30. XX wieku przez szczyt miał prowadzić Główny Szlak Karpacki PTT, choć nie jest pewne, czy ostatecznie doszło do jego wyznakowania w terenie.

## Nazwa
Zgodnie z nomenklaturą austriacką z końca XIX wieku szczyt określano mianem Wichin. Wydana w 1933 roku polska mapa topograficzna Wojskowego Instytutu Geograficznego (arkusz Żabie) na oznaczenie szczytu wprowadziła nazwę Wichid którą jako błędną krytykował Henryk Gąsiorowski – jego zdaniem poprawne było określenie Wychid. Ten sam autor w swoim Przewodniku po Beskidach Wschodnich (1933) roku posługiwał się nazwą Wychid lub spolszczoną Wychód. Nazwę Wychid podawały też publikacje PTT. Z kolei nazwę Wichid stosował chociażby Jerzy Kondracki (1937).